# Herman Van Rompuy

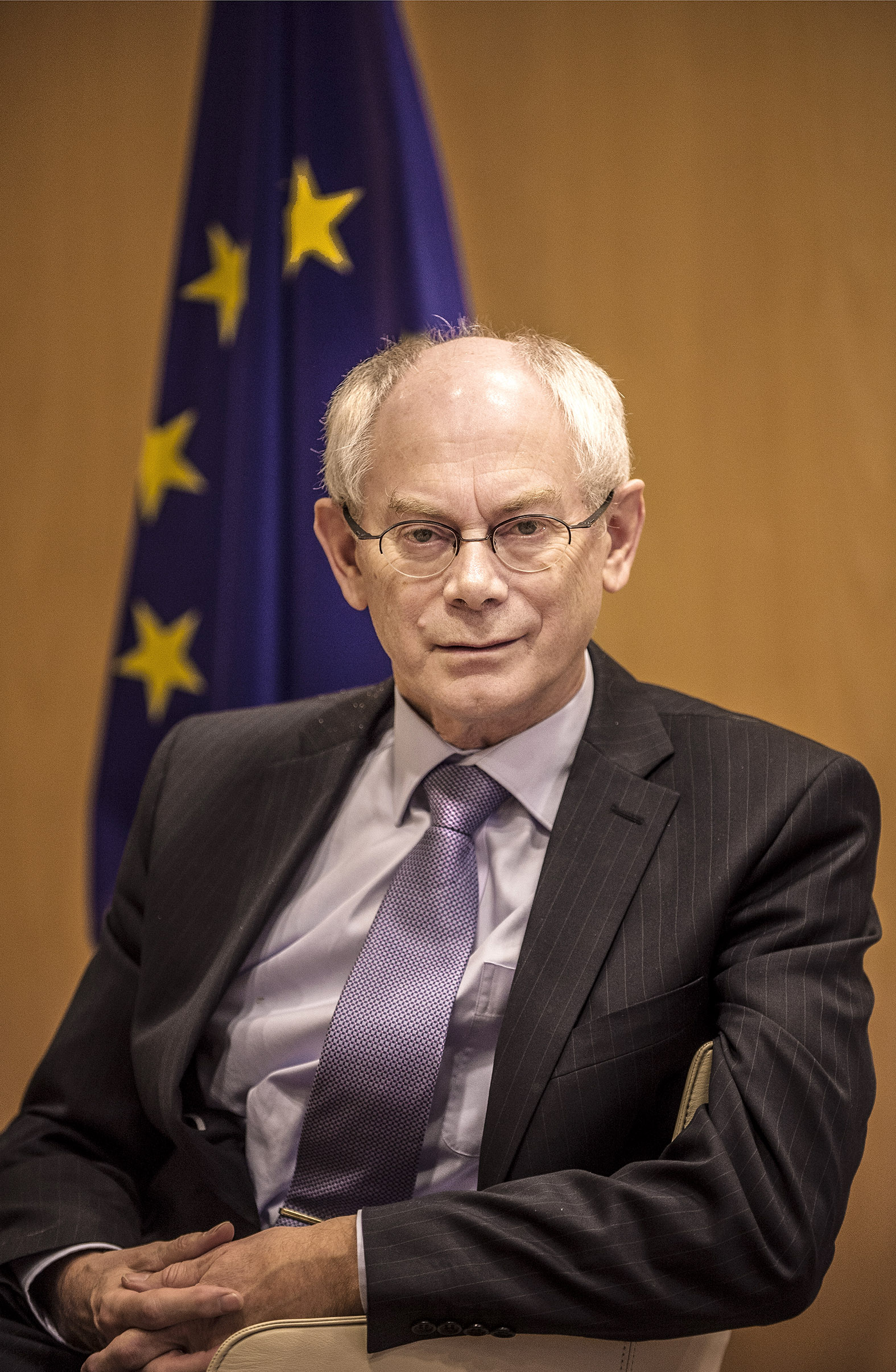
Herman Van Rompuy (2012)

Unterschrift

Herman Achille graaf Van Rompuy [ˈɦɛɾmɑn vɑn ˈɾɔmpœy̆]  (* 31. Oktober 1947 in Etterbeek) ist ein belgischer Politiker der flämischen Partei Christen-Democratisch en Vlaams (CD&V). Er war vom 30. Dezember 2008 bis zum 25. November 2009 belgischer Premierminister und Regierungschef. Vom 1. Dezember 2009 bis zum 30. November 2014 war er für zwei Amtszeiten der erste ständige Präsident des Europäischen Rates.

## Familie und Ausbildung
Herman Van Rompuy ist der Sohn von Victor Van Rompuy und Germaine Geen. Er schloss 1965 am Sint-Jan Berchmans-College in Brüssel seine Schulbildung ab. Er studierte an der Katholieke Universiteit Leuven und erhielt dort den Bachelorgrad im Fach Philosophie 1968 und 1971 den Master im Fach Betriebswirtschaftslehre.
Van Rompuy ist verheiratet und Vater von vier Kindern. Sein Bruder Eric Van Rompuy ist ebenfalls Politiker; er vertritt die CD&V im flämischen Parlament. Seine Schwester Tine Van Rompuy trat bei mehreren Wahlen, unter anderem bei der Europawahl in Belgien 2009, für die kommunistische Partij van de Arbeid an. Er schreibt privat Haiku, 2010 veröffentlichte er ein Buch mit Haiku-Gedichten.

## Politische Laufbahn

### Anfänge der Parteikarriere und wissenschaftliche Lehre
Von 1973 bis 1977 war Van Rompuy stellvertretender Vorsitzender der Jugendorganisation der Christelijke Volkspartij (CVP), die 2001 zur CD&V wurde, und wurde 1978 Mitglied des Parteibüros der CVP. Nachdem er von 1972 bis 1975 als Attaché für Inneres bei der Belgischen Nationalbank tätig gewesen war, wurde er anschließend Berater in den Kabinetten des Premierministers Leo Tindemans (1975–1978) und des Finanzministers Gaston Geens (1978–1980). Von 1980 bis 1988 war er Direktor des Centrum voor Politieke, Economische en Sociale Studies und lehrte von 1980 bis 1987 an der Handelshochschule Antwerpen sowie seit 1982 an der Vlaamse Economische Hogeschool Brussel (VLEKHO).

### Aufstieg in hohe Partei- und Staatsämter
Ab Mitte der 1980er Jahre gehörte Van Rompuy zur Parteispitze und war von 1988 bis 1993 Vorsitzender der CVP. Zudem war er von 1988 bis 1993 Mitglied des Belgischen Senats. Von 1993 bis 1999 bekleidete er unter Jean-Luc Dehaene das Amt des stellvertretenden Premierministers und Haushaltsministers.
Seine Ministerlaufbahn endete vorläufig nach einer schweren Wahlniederlage seiner Partei im Juni 1999, nach der die CVP in die Opposition gehen musste. Seither war er Mitglied der Abgeordnetenkammer, zu deren Präsidenten er am 12. Juli 2007 gewählt wurde. 2004 erhielt er den Ehrentitel „Staatsminister“.
Nach dem Scheitern der Verhandlungen zur Bildung einer föderalen Regierung unter dem formateur Yves Leterme wurde Van Rompuy im August 2007 von König Albert II. zur Findung einer Grundlage für neue Koalitionsverhandlungen bestellt (explorateur). Nach dem Scheitern der (schließlich doch noch zustande gekommenen) kurzlebigen Fünf-Parteien-Regierung Letermes im Dezember 2008 wurde der flämische Christdemokrat vom König und dem explorateur Wilfried Martens als neuer Regierungschef vorgeschlagen und am 30. Dezember 2008 von König Albert II. im Amt des Premierministers vereidigt. Van Rompuy gilt als entscheidende Figur bei der Überwindung der Krise im flämisch-wallonischen Konflikt 2007/2008. In Belgien ist Van Rompuy aufgrund seines unscheinbaren, zurückhaltenden Auftretens unter dem Spitznamen Die Sphinx bekannt.

### Präsident des Europäischen Rates
Am 19. November 2009 wurde Van Rompuy auf einem Sondergipfel des Europäischen Rats zu dessen ersten ständigem Präsidenten designiert. Dieses Amt wurde mit dem Vertrag von Lissabon neu geschaffen, der am 1. Dezember 2009 in Kraft trat. An diesem Tag begann auch Van Rompuys Amtszeit. Er war bereits in den Tagen vor dem Gipfel als Kompromisskandidat im Gespräch gewesen, nachdem andere Kandidaten wie Tony Blair und Jean-Claude Juncker bei unterschiedlichen nationalen Regierungen auf Widerstand gestoßen waren. Da sein neuer Posten mit dem eines Regierungschefs unvereinbar ist, musste er das Amt als belgischer Premierminister aufgeben. Am 25. November 2009 trat die Regierung Van Rompuy geschlossen zurück und Yves Leterme wurde erneut zum Premierminister ernannt (siehe Regierung Leterme II).
Kabinettsleiter Van Rompuys als Ratspräsident wurde Franciskus van Daele. Die ersten Monate im neuen Amt waren davon geprägt, eine funktionsfähige Struktur für das insgesamt nur 23 Mitarbeiter umfassende neue Amt zu schaffen und seine Rolle zwischen den anderen Organen der EU zu etablieren, außerdem von der globalen Wirtschaftskrise 2009/2010. Seine Amtszeit war geprägt von der Staatsschuldenkrise im Euroraum, speziell von der griechischen Finanzkrise. Im Zuge dessen wurde im Mai 2010 der Euro-Rettungsschirm beschlossen und im Juli 2011 der Europäische Stabilitätsmechanismus (ESM) unterzeichnet.
Am 1. März 2012 wurde Herman Van Rompuy von den Staats- und Regierungschefs der 27 EU-Mitgliedstaaten einstimmig als Präsident des Europäischen Rates wiedergewählt. Seine zweite Amtszeit dauerte zweieinhalb Jahre, vom 1. Juni 2012 bis zum 30. November 2014, und konnte wegen Amtszeitbeschränkung nicht verlängert werden. Van Rompuy wurde für denselben Zeitraum auch zum ersten Vorsitzenden der Euro-Gipfeltreffen ernannt, die mindestens zweimal im Jahr stattfinden. Er wurde am 1. Dezember 2014 als Präsident des Europäischen Rates vom früheren polnischen Ministerpräsidenten Donald Tusk abgelöst.

## Publikationen
- De kentering der tijden. Lannoo, Tielt 1979, ISBN 90-209-0788-3.
- Hopen na 1984. Davidsfonds, Löwen 1984, ISBN 90-6152-194-7.
- Het christendom. Een moderne gedachte. Davidsfonds, Löwen 1990, ISBN 90-6152-584-5.
- Vernieuwing in hoofd en hart. Een tegendraadse visie, Davidsfonds, Löwen 1998, ISBN 90-6152-688-4.
- De binnenkant op een kier. Avonden zonder politiek, Lannoo, Tielt 2000, ISBN 90-209-4002-3.
- Dagboek van een vijftiger, Davidsfonds, Löwen 2004, ISBN 90-5826-301-0.
- De binnenkant op een kier. Avonden zonder politiek. 2. Auflage. Lannoo, Tielt 2009, ISBN 978-90-209-8913-7.
- Christentum und Moderne. Werte für die Zukunft Europas. Butzon & Bercker, Kevelaer 2010, ISBN 978-3-7666-1395-0.
- Haiku/1. 2. Auflage. PoëzieCentrum, Gent 2010, ISBN 978-90-5655-384-5.
- Haiku/2. 2. Auflage. PoëzieCentrum, Gent 2013, ISBN 978-90-5655-375-3.
- Ein Christ im heutigen Europa [Vortrag vom 27. März 2014 in der Philosophisch-Theologischen Hochschule Benedikt XVI. in Heiligenkreuz]. In: IKaZ Communio. Bd. 43, 2014, S. 268–277.
- Anti-memoires. AUP, Amsterdam 2018, ISBN 978-94-6298-859-0.

## Auszeichnungen
Für seinen Einsatz um die Einigung Europas erhielt Herman Van Rompuy am 29. Mai 2014 den Aachener Karlspreis. 2015 wurde er mit dem Leopold-Kunschak-Preis und einer Ehrendoktorwürde der Freien Universität Amsterdam ausgezeichnet. Außerdem wurde er vom belgischen König in den Grafenstand erhoben. Ebenfalls 2015 wurde ihm der japanische große Orden der Aufgehenden Sonne am Band verliehen.